# Daniel Catenacci
Daniel Alexander „Dan“ Catenacci (* 9. März 1993 in Richmond Hill, Ontario) ist ein italo-kanadischer Eishockeyspieler, der seit Juli 2024 beim Guildford Flames in der britischen Elite Ice Hockey League (EIHL) unter Vertrag steht und dort auf der Position des Centers spielt. Sein Vater Maurizio Catenacci war ebenfalls ein professioneller Eishockeyspieler.

## Karriere
Catenacci wurde bei der OHL Priority Selection 2009 an erster Stelle von den Sault Ste. Marie Greyhounds ausgewählt und infolgedessen mit dem Jack Ferguson Award ausgezeichnet. In seiner ersten Saison in der Ontario Hockey League gelangen dem Center 30 Punkte, womit er Zwölfter in der Rookie-Scorerwertung wurde. In der Saison 2010/11 war Catenacci mit 71 Punkten aus 67 Spielen bester Scorer seines Teams. Im Anschluss an die Spielzeit nahm er für das Team Orr am Top Prospects Game der Canadian Hockey League teil, wo er die Fastest Skater Competition gewinnen konnte.
Beim NHL Entry Draft 2011 wurde Catenacci in der dritten Runde an 77. Stelle von den Buffalo Sabres ausgewählt. Im August 2011 wurde er von den Greyhounds an die Owen Sound Attack abgegeben, wo er die beiden folgenden Spielzeiten als zweitbester bzw. bester Scorer seiner Mannschaft beendete. Gleichzeitig sammelte er jeweils mehr als 100 Strafminuten. Zur Saison 2013/14 wechselte Catenacci dauerhaft zum Farmteam der Sabres, den Rochester Americans, in die American Hockey League, wo er bereits am Ende der Vorsaison sein Profidebüt gegeben hatte. Zum Ende der Saison 2015/16 debütierte Catenacci in der National Hockey League bei den Sabres und kam bis zum Ende der Spielzeit auf elf Einsätze. Nachdem er in der Folge ausschließlich für die Amerks in der AHL zum Einsatz gekommen war, wurde er im Februar 2017 im Tausch für Mat Bodie in das Franchise der New York Rangers transferiert, wo er in den Kader des Farmteams Hartford Wolf Pack gestellt wurde.
Nach der Saison 2017/18 entschloss sich Catenacci zu einem Wechsel nach Europa und unterzeichnete einen Vertrag beim HC Bozen aus der Erste Bank Eishockey Liga. Am 17. Mai 2019 wurde verkündet, dass Catenacci auch in der Saison 2019/20 für die HC Bozen spielen wird. Zur Saison 2022/23 wechselte Catenacci ligaintern zum HC Pustertal, bei dem er zwei Jahre spielte. Im Juli 2024 wechselte er zu den Guildford Flames in die britische Elite Ice Hockey League.

### International
Im Jahr 2010 nahm Catenacci für das Team Canada Ontario an der World U-17 Hockey Challenge teil, wo er mit selbigem die Silbermedaille gewann. Beim Ivan Hlinka Memorial Tournament im selben Jahr verhalf er der Mannschaft mit vier Punkten aus fünf Spielen zum Gewinn der Goldmedaille. Er war zudem Teil der kanadischen Auswahl, die bei der U18-Junioren-Weltmeisterschaft 2011 den vierten Platz belegte. Sein Debüt für Italien gab er bei der Weltmeisterschaft der Division I 2024.

## Erfolge und Auszeichnungen
- 2009 Jack Ferguson Award
- 2011 Teilnahme am CHL Top Prospects Game

### International
- 2010 Silbermedaille bei der World U-17 Hockey Challenge
- 2010 Goldmedaille beim Ivan Hlinka Memorial Tournament

## Karrierestatistik
Stand: Ende der Saison 2023/24

### International
| Vertrat Kanada bei: - World U-17 Hockey Challenge 2010 - Ivan Hlinka Memorial Tournament 2010 - U18-Junioren-Weltmeisterschaft 2011 | Vertrat Italien bei: - Weltmeisterschaft der Division IA 2024 |

(Legende zur Spielerstatistik: Sp oder GP = absolvierte Spiele; T oder G = erzielte Tore; V oder A = erzielte Assists; Pkt oder Pts = erzielte Scorerpunkte; SM oder PIM = erhaltene Strafminuten; +/− = Plus/Minus-Bilanz; PP = erzielte Überzahltore; SH = erzielte Unterzahltore; GW = erzielte Siegtore; 1 Play-downs/Relegation; Kursiv: Statistik nicht vollständig)